# ۹۹۷ (خورشیدی)
۹۹۷ نهصد و نود و هفتمین سال هجری خورشیدی است.

## رویدادها
- نبرد تبریز